# Szurikáták udvarháza
A Szurikáták udvarháza (eredeti cím: Meerkat Manor) brit tévéfilmsorozat, amelyet az Oxford Scientific Films gyártott az Animal Planet részére. Bemutatója 2005 szeptemberében volt, és négy évad készült el a sorozat 2008 augusztusában történt törléséig. A történet egyesíti az állatokról szóló dokumentumfilm és drámai elbeszélés stílusát. A sorozat a Kalahári sivatag több tucat szurikátacsaládjának egyikének, a Bajusz-családnak a történetét meséli el. A család életét a Kalahári Szurikáta Projekt (KMP) részeként tanulmányozták, így saját természetes környezetükben, hosszú távon figyelhették meg a szurikáták természetes együttműködő természetének ökológiai és evolúciós jellemzőit. Az epizódok eredeti mesélője Bill Nighy, míg az ausztráliai adásokat Mike Goldman, az amerikai epizódokat az első három évadban Sean Astin, az utolsó évadban pedig Stockard Channing kommentálta. A magyar változatban Jakab Csaba volt a mesélő.
A sorozat az Egyesült Királyságban 2005. szeptember 12-én debütált, az első 13 epizód október 24-én ért véget. A produkció sikerének köszönhetően az Animal Planet sugározni kezdte más, nemzeti csatornáin Ausztráliában, Kanadában és az Egyesült Államokban is. Azóta több mint 160 más országban került műsorra. A negyedik és egyben utolsó évadot 2008. június 6-tól augusztus 22-ig vetítették az Egyesült Államokban, 2009 áprilisában az Egyesült Királyságban. 2009 augusztusában jelentették be a sorozat törlését.
Bár a sorozatot sok támadás érte a nézők részéről, amiért a készítők nem avatkoztak be, ha egy szurikáta megsebesült vagy elpusztult, összességében a Szurikáták udvarháza jelentős siker volt, az Animal Planet legjobb sorozata lett 2007 októberében, mind a kábelcsatornákat, mind a Video on Demand szolgáltatást igénybe vevők között. A show kísérleti formája úttörő az állati dokumentumfilm-készítésben, olyan technikákat alkalmazott, ami lehetővé tette az állatok életének hosszú távú és bensőséges megfigyelését, ledöntve ezzel a néző és a megfigyelés tárgya között érezhető hagyományos falat, ami a legtöbb dokumentumfilmben tapasztalható. 2007-ben a sorozatot Primetime Emmy-díjra jelölték, illetve három díjat nyert el a 2006-os Omni Awards, valamint a 2006–2007-es New York Festivals Award Gálán. A sorozat első három évada 1-es és 2-es régiókódú DVD-n jelent meg. 2007-ben Meerkat Manor – The Story of Flower of the Kalahari címmel egy Hortenzia és a Bajusz-család életének előzményeit feldolgozó könyv is készült az Egyesült Királyságban. A sorozat előzményét a Szurikáták udvarháza – Ahogy kezdődött című televíziós film mutatja be, a történteket Hortenzia születésétől a család vezető szerepének eléréséig dokumentálják a készítők. A műsort 2008. május 25-én vetítette az Animal Planet.

## Forgatás
A Szurikáták udvarházát Caroline Hawkins, az Oxford Scientific Films vezető producere és sorozatszerkesztője alkotta meg az Animal Planet executive producerének és szerkesztőjének, Mark Wildnak a megbízásából. A 13 epizódos forgatás 7–8 hónapot vett igénybe; csak a Kalahári sivatag tavaszi és nyári idényében dolgoztak, mert a szurikáták télen kevésbé aktívak. A harmadik évadot 2006 novemberétől 2007 áprilisáig forgatták, az utolsó évad felvételeit pedig 2007 októberében kezdték el. A legtöbb jelenetet a Kuruman rezervátumban forgatták, ahol a Kalahári Szurikáta Projektben részt vevő szurikáták élnek. Mindazonáltal a reklámokban és a show honlapján szereplő állatok nem ugyanazok voltak, mint a sorozatban. Erre a célra ehelyett a Fellow Earthlings Wildlife Centerben élő szelíd, megmentett állatokat filmeztek zöld képernyő előtt.
A műsor forgatásán elsősorban a Sony DSR 570 kamerát használták, bár speciális felszerelés is szükséges volt néhány különleges felvételhez. Az állatok odúihoz mini optikai szálú infravörös fényképezőgépeket alkalmaztak; a nagy látószögű képeket egy hétméteres daruval és egy távvezérlésű fényképezőgép platformmal filmezték. Vezeték nélküli mikrofonokat is használtak, hogy rögzíthessék az állatok által kiadott hangokat. A legtöbb felvételt egyetlen operatőr és egyetlen hangmérnök végezte, mert a kutatók megkövetelték a minimális emberi jelenlétet, hogy ne zavarják meg az állatokat. A szemmagasságban filmezett képkockák kivitelezése olykor nehezen volt megvalósítható, mert a szurikáták magassága még a legkisebb állványhoz is kicsi volt.
Nyomkövetés céljából a kutatók rádiós nyakörvet szereltek fel minden csapat domináns nőstényére, illetve néhány domináns és kóborló hímre. Az egyes egyedeket – főként a fiatalokat – festékekkel különböztették meg. Az állatok megszokták, hogy figyelmen kívül hagyják a kamerákat mindaddig, amíg a stáb tiszteletben tartotta a „személyes terüket”.
Maga a forgatás 2004 augusztusában kezdődött, ami Dél-Afrikában a tél végét jelenti, nagyon hideg éjszakákkal, és esőmentes, napos nappalokkal. Szeptemberben és októberben folyamatos felmelegedés kezdődött, ami együtt járt a viharokkal és esőkkel. Ennek köszönhetően megindul a növényzet fejlődése, és a szurikáták fellélegezhettek a tél viszontagságai után. Az időjárás nehézségei a stábot is sújtották, mini tornádók, viharok okoztak károkat a felszerelésben, vagy épp a házak tetejét vitte le.
A sorozatot sikere ellenére négy évad után törölték, 2009 augusztusában jelentették be a végét. Egy rajongó petíciót indított a folytatás érdekében, amelyet a megcélzott 5000 aláíróból 3300-an alá is írtak.

## Nemzeti verziók
Az Egyesült Királyságban és az Egyesült Államokban azonos tartalommal mutatták be a legtöbb epizódot, de az USA-ban növelték a hosszát, hogy több kereskedelmi reklámnak adjanak helyet. Néha a tartalmat is változtatták: a párzási jeleneteket gyakran eltávolították. Az Animal Planet US olykor megváltoztatta a szurikáták nevét és egyes epizódok címeit is. Hortenzia két kölykét például átkeresztelték Renről és Stumpyról Lenre és Squiggyre, és epizódjuk címét is megváltoztatták. De la Soul – aki a De La Soul rapegyüttesről neveztek el – Amerikában a Whoopi nevet kapta Whoopi Goldberg tiszteletére, aki nagy rajongója volt a sorozatnak. Hortenzia két, a 3. évadban született kölyke az amerikai verzióban szintén a sorozat két híres rajongója, Elizabeth Taylor és Denis Leary után kapta nevét. Több rész kapott új címet az Államokban. A második évad utolsó része The Killing Fields helyett The Quiet Fields lett. A harmadik évad harmadik epizódját Something's Got to Give-ről Sister Act-re módosították, szintén Whoopi Goldbergre utalva, míg a hatodik rész címe The House of Zappa helyett Sibling Rivalry lett.

## A szurikáták

A föld alatti kamerák segítségével sosem látott képeket készíthetett a stáb a kicsinyeivel összebújó szurikátamamáról

A sorozat több szurikátacsapat életét követi nyomon, akik annak a csapatnak a jólétéért cselekednek, amelyben élnek. A csapatokat általában egy domináns hím vagy nőstény vezeti, akinek szinte kizárólagos joga, hogy kölykei legyenek. A legközelebbről bemutatott csapat a Bajusz-család. Vezetőjük, Hortenzia miatt esett rájuk a választás, aki egy szokatlanul sikeres domináns nőstényszurikáta, lévén hogy öt éven át állt csapatának élén. A harmadik évad során Hortenzia egy kígyóharapás miatt elpusztult, és lánya, Rakéta vette át a helyét.
Az egyes évadokban a környékbeli csapatokat is bemutatták. Az első évadban a Lazuli csoport volt az, mely a Bajusz-család versenytársa volt, és az epizódok nyitó képsorai alatt „szomszédok a pokolból” címen hivatkoztak rájuk. Bár domináns hímjük, Big Si elpusztult az események során, a Lazuli szurikáták a második évadnak is szereplői voltak, mint kóborló példányok. Egy másik csapat, a Commandók, akiknek a vezetője egy egyszemű hím, Hannibál volt. Ők azzal kerültek az események folyamába, hogy megtámadták a Lazulik odúját, megölve közben egy kölyköt és súlyosan megsebesítve a kölykökre vigyázó felnőttet. Ők váltak a környék fő ellenségévé, elpusztították a Bajusz-család Mozart nevű nőstényének kölykeit, és átvették a Bajuszok területének egy részét.
A Bajusz-család új szomszédai voltak a Zappa és a Starsky csapat. Bár Bajuszéknál kevesebben voltak, a Zappa-szurikáták folyamatosan támadásokat indítottak ellenük, majd amikor egy támadás után menekülni kényszerültek, a Bajusz-család tagjai – a fajra nem jellemző módon – magukhoz fogadták az egyik elhagyott Zappa-kölyköt. A Starsky szurikátái nem jelentettek fenyegetést a főszereplőkre nézve. A Bajusz-családtól elzavart három Hortenzia-ivadékból kialakult csoportot betegségek, ragadozók és a kölyökutánpótlás hiánya fenyegette. A folyamatosan harcoló Starskyknak végül az utolsó előtti epizódban az utolsó túlélő példány, Mozart halála vetett véget, akivel egy sakál végzett. A Bajuszok egyik korábbi nősténye, Maybelline elszakadt csapatától a harmadik évad végén, és új csapatot alakított, az Aztékokat. A negyedik évadban ők lettek a Bajusz-család fő riválisai.

## Módosítások a felvételekben
Bár a sorozat a Kalahári-sivatag szurikátáinak valós eseményeit mutatja be, az állatok életének ismétlődő eseményei nem kerültek be az epizódokba. A napok legtöbbjét a tisztálkodás és a táplálkozás töltötte ki, ezeket kihagyták a sorozatból a kevésbé általános események bemutatása kedvéért.
A négy évadban szereplő szurikátákat a Kalahári Szurikáta Projekt önkéntesei nevezték el. Mindig az a kutató nevezhetett el egy példányt, amelyik először látta meg előbújni odújából. Emiatt a nevek típusai meglehetősen változóak, az önkéntesek kedvenc könyvei, filmjei, együttesei, családtagjai és barátai, történelmi személyek és földrajzi helyek egyaránt voltak ötletadók. Az Animal Planet időnként átnevezett egy-egy állatot, mondván, hogy a kutatók által adott nevek tára túl korlátozott volt. A változtatások miatt azok a rajongók, akik a Friends of the Kalahari Meerkat Project weboldalat böngészték további információkért, időnként bajban voltak egy-egy szurikáta beazonosításával. Az oldal készítői ennek megoldása érdekében létrehoztak egy listát a különböző névváltoztatásokról, hogy segítsék a nézőket a valóságban és a showban szereplő állatok összekötésében, illetve a havi KMP Life History jelentések és az epizódok összepárosításában. A lista csak az oldal előfizetői számára érhető el.
A Bajusz-család két fő riválisának történeteit számos csoport eseményeiből állították össze. Például a Commando-család esetében egyes történetek az igazi Commando-csapat megtörtént eseményei voltak, de elsősorban a Vivian-csapat és annak domináns párja látható a felvételeken. Hasonlóképpen, a Zappák jeleneteit egy The Young Ones nevű szurikátacsapat eseményeivel egészítették ki, de a tényleges történet és domináns pár valóban a Zappák sajátja volt. Axelnek, a harmadik évad elhagyott kölykének olyan, a kutatók által adott sorszáma volt, mely arra enged következtetni, hogy talán a Young Ones csapat egyik kölyke volt, és nem a Zappáké, mint az a sorozatban látható volt.

## Fogadtatás
A sorozatot jól fogadták a nézők és a kritikusok is. 2007 októberében az Animal Planet legsikeresebb sorozata volt, csak az Amerikai Egyesült Államokban több mint négymilliós nézettségével. Az USA-ban az első epizódot egymillióan látták, a második és harmadik évad első részére 800 000-en voltak kíváncsiak, míg az utolsó évad első része már nem produkált ilyen jó eredményt, kevesebb, mint 500 000 néző látta. A Video on Demand szolgáltatást használók körében 2007 szeptemberében 20%-kal nőtt a Szurikáták udvarházát nézők száma, amikor a Discovery elérhetővé tette a teljes harmadik évadot, az első és második évad „video capsules”, a show tíz legjobb pillanatát és egy megemlékezést az elpusztult Hortenziáról. A sorozat sikerének köszönhetően az Animal Planet további két, hasonló típusú műsor elkészítésére adott megbízást. Ezek egyike, az Orangutan-sziget egy csapat elárvult orangután történetét dolgozza fel a Nyaru Menteng Orangutan Rescue and Rehabilitation Centerben, a másik pedig a Maki utca, amely két rivális gyűrűsfarkú maki banda életét mutatja be Madagaszkár szigetén.
A rajongók egy része bírálta a sorozatot, amiért időnként nem avatkoztak be a szurikáták életébe. Megkérdőjelezték, miért nem adott a stáb, illetve a kutatócsoport antiszérumot a kígyómarást elszenvedett példányoknak, vagy miért nem szabadították meg a szenvedéstől a haldokló állatokat. Az amerikai executive producer Mick Kaczorowski rámutatott, hogy a Szurikáták udvarháza a szurikáták valós életét és halálát mutatja be. A kutatócsoport álláspontja is az, hogy a filmes stáb nem avatkozhat be a természetes eseményekbe, mert „nem engedhetik meg, hogy befolyásolják a faj génállományát azzal, hogy megmentenek egy gyengébb példányt, hogy megváltoztatnak egy olyan kimenetelt, ami természetes a Kalahári sivatagban.” A projekt során megfigyelték, hogy a szaporodási folyamatba és az egyedek túlélésébe, illetve az ezeket befolyásoló tényezőkbe való beavatkozás hatására a kutatás eredményei helytelenek lennének. A be nem avatkozás szabálya alól egyetlen kivétel van: a kutatók csak abban az esetben altatnak el szurikátákat, ha az egyedet között tuberkulózis üti fel a fejét, mert ilyenkor járvány törhet ki, ami veszélyezteti a szurikátapopulációt és a közeli szarvasmarha-állományt egyaránt.

### Díjak, jelölések
A Szurikáták udvarháza sorozatot 2005-ben Jackson Hole Wildlife Film Festival-díjra jelölték állati viselkedés és 2007-ben legjobb betétdal kategóriában. 2006-ban a Wildscreen Festival keretében három kategóriában is – állati viselkedés, innováció és népszerű műsor – döntős lett. A sorozat aranyszobrot nyert természetrajz és cinematográfia, ezüstszobrot pedig az írás kategóriájában a 2006-os Omni Awards-on. A harmadik évad nyolcadik epizódját (Journey's End), amely a Bajusz-családot vezető Hortenzia halálát mutatta be, a 2008. évi Wildscreen Festival Panda-díjával ismerték el. A sorozat első évada kétszeres aranyéremgyőztes volt a Nature & Wildlife kategóriában a New York Festivals díjkiosztó gálán, 2006-ban, majd 2007-ben ismét az első és második évadért. A sorozat két kategóriában is jelölést kapott a Primetime Emmy-gálán 2007-ben; az egyiket a valós eseményeket feldolgozó műsor kiemelkedő operatőri munkájáért, a másikat pedig a kiemelkedő vágás kategóriában. 2009-ben a sorozat elnyerte a New York-i filmfesztivál nagydíját a családi programok kategóriában.

## Hatása a műfajra
A sorozat filmezése közben alkalmazott innovatív módszerek lehetővé tették a Kalahári Szurikáta Projekt tudósai számára, hogy olyan nézőpontból mutassák be a szurikáták életét, mint azelőtt senki, beleértve az odúk belsejében zajló életet is. Ez a stáb volt az első, amely filmre vehetett gyermekgyilkosságot a szurikáták körében.
Míg számos dokumentumfilmben megmarad egy bizonyos távolság a felvétel alanyaival, a Szurikáták udvarháza egy közelibb, személyesebb képet ad a szurikátákról. Ez a szappanopera jellegű narrációnak, az állatok életének romantikus bemutatásának, a közeli felvételeknek köszönhető. A nézőket érzelmileg jobban megérinti az állatok élete, időnként megfeledkeznek arról, hogy dokumentumfilmet látnak. A szurikáták általában rövid élete és kegyetlen halála meglepi és felzaklatja a közönség egy részét. Ezzel a kísérleti módszerrel kiterjesztették mind a természeti dokumentumfilmezés, mind természeti valóságshow-k határait.
Ahogyan maguk a szurikáták, az udvarház is egy páratlan szörnyeteg. A stáb nem avatkozhat be, a producerek nem fényesíthettek az állatok nem túl kedves szokásain (hűtlenség, kölykök elhagyása, alkalmi kannibalizmus). De a szurikáták nevet kaptak és emberi tulajdonságokkal jellemezték őket (bátor, figyelmes, erőszakos), és bohóckodásaik, tragédiáik egymást váltogatták a filmzenékkel. Az udvarház kegyetlen és egyben melodramatikus, ennél fogva feldúlóbb, mint a legtöbb dokumentumfilm vagy dráma.

## Kereskedelem

### Könyv
Tim Clutton-Brock professzor, brit zoológus Meerkat Manor: The Story of Flower of the Kalahari című keménykötésű könyve 2007. október 4-én jelent meg az Egyesült Királyságban. Clutton-Brock könyve Hortenzia és a Bajusz-család eseményeit mutatja be, hogy hogyan jött létre csapatuk. Bemutatja Hortenzia életét, kölykeit, életterületüket, emellett további háttérinfomációkkal szolgál arról, hogyan indult el a Kalahári Szurikáta Projekt, a kutatás céljairól, eredményeikről, illetve maguknak a kutatóknak az életéről. A könyv az Egyesült Államokban puha kötésű formában jelent meg 2008. április 15-én Meerkat Manor: Flower of the Kalahari címmel.

### Film
A természettudományi és dokumentációs anyagokat gyártó Oxford Scientific Films készített egy filmet a Discovery Films részére, amely a sorozat előzményfilmje. Az eredetileg a Flower: Queen of the Kalahari és Meerkat Manor: The Story Begins címen bejelentett film rendezője Chris Barker és Mike Slee, narrátora Whoopi Goldberg. A dokumentumfilm Hortenzia korai életét mutatja be, ahogy egy fiatal nőstény szurikátából az egyik legsikeresebb klánvezető válik. A filmet a 2008-as Tribeca filmfesztiválon mutatták be, majd 2008. május 25-én került adásba az Egyesült Államokban az Animal Planet műsorán, egy harminc perces werkfilm után (Making of Meerkat Manor: the Story Begins). DVD-n 2008. június 3-án jelent meg Észak-Amerikában. A lemezre rákerült a werkfilm és még egy extra műsor The Science of Meerkat Manor címmel.

### A meg nem valósult videójáték
2007 novemberében a Discover Communications bejelentette, hogy az Activisionnal együttműködve egy videójáték is készül a sorozatból, amely első lenne a természeten alapuló videójátékok körében. A bejelentés szerint a játék 2008 végén jelent volna meg, végül nem készült el.

## Fordítás
- Ez a szócikk részben vagy egészben  a   Meerkat Manor című angol Wikipédia-szócikk ezen változatának fordításán alapul.  Az eredeti cikk szerkesztőit annak laptörténete sorolja fel. Ez a jelzés csupán a megfogalmazás eredetét és a szerzői jogokat jelzi, nem szolgál a cikkben szereplő információk forrásmegjelöléseként.